# اتو پرز مولینا
اتو پرز مولینا (به انگلیسی: Otto Pérez Molina) (زاده ۱ دسامبر ۱۹۵۰ در گواتمالاسیتی) رئیس‌جمهور وقت گواتمالا، ژنرال بازنشسته و رئیس پیشین سازمان جاسوسی از حزب محافظه‌کار پاتریوتیک است.
مولینا دو دوره در انتخابات ریاست‌جمهوری گواتمالا شرکت کرد. ابتدا در سال ۲۰۰۷ از آلوارو کولوم رهبر حزب چپ میانه اتحاد ملی امید شکست خورد.
ولی در انتخابات نوامبر سال ۲۰۱۱، که از حزب راست‌گرای وطن پرستان در انتخابات شرکت نمود، توانست با کسب ۵۴ درصد آرا در مقابل مانوئل بالدیزون از حزب دموکراتیک فریدم ریوایول که ۴۶ درصد آرا را کسب کرد، پیروز شود.
مولینا از زمان پایان جنگ داخلی در سال ۱۹۹۰ تا کنون، اولین «نظامی سابقی» خواهد بود که پستی در حکومت خواهد داشت. او همچنین برای نخستین بار در تاریخ گوآتمالا، یک زن (رکسانا بالد تی) را به مقام معاونت ریاست جمهوری این کشورمنصوب کرد.
مولینا، جایگزین آلوارو کولوم (Álvaro Colom)؛ رئیس‌جمهور سوسیال دموکرات شد.
گواتمالا دارای بالاترین میزان قتل در جهان است. مولینا وعده داد که با جرائم و خشونتهای ناشی از قاچاق مواد مخدر مبارزه خواهد کرد. وی که از سوی سازمانهای حقوق بشر به اخلال در حقوق بشر در طول جنگهای داخلی متهم می‌باشد، این ادعاها را تکذیب می‌کند.